# 田中仁史
田中 仁史（たなか ひとし）は、日本の経済学者。博士（経済学）（大阪大学）。北海学園大学経済学部経済学科准教授。

## 学歴
2002年大阪大学経済学部経済・経営学科卒業。2004年大阪大学大学院経済研究科前期課程修了。2007年大阪大学大学院経済研究科後期課程修了。

## 研究
経済成長論が専門。特に国際間技術移転が経済成長に与える影響の理論研究。

## 業績
- Dynamic analysis of innovation and international transfer of technology through licensing(共著), Journal of International Economics,vol.73,PP.189-212, 2007.
- Dynamic analysis of imitation and technology gap, Journal of Economics,vol.87 No.3,PP.209-240, 2006.